# 문덕수
문덕수(文德守, 1928년 12월 8일~2020년 3월 13일)는 대한민국의 시인이다.
경남 함안(咸安) 출생이며, 호는 심산(心山)‧청태(靑苔)이다. 경남교원양성소를 거쳐 홍익대학교 국어국문과와 고려대학교 대학원을 졸업하였다. 홍익대 교수 및 한국 PEN 회장을 역임하였다. 1947년 『문예신문』에 시 「성묘」를 발표하였으며, 1955년 《현대문학》에 시 〈침묵〉, 〈화석〉, 〈바람 속에서〉 등이 추천되어 등단했다. 시집으로 《황홀》, 《선·공간》, 《새벽바다》, 《다리 놓기》, 《조금씩 줄이면서》 등이 있으며 그밖에도 많은 시집과 평론집을 냈다.

## 수상
- 1964 현대문학상
- 1978 현대시인상
- 1985 펜문학상
- 1991 국민훈장목련장
- 2000 은관문화훈장
- 2002 대한민국예술원상

## 가족 관계
- 배우자: 김규화 (1941년 ~ 2023년 2월 13일)
  - 아들: 문수동, 문창동, 문준동
    - 며느리: 이재은, 배미숙, 문주희

  - 딸: 문수연, 문동옥, 문중옥
    - 사위: 황시영, 구경회